# Демчик Андрій Володимирович
Андрі́й Володи́мирович Де́мчик (1975—2024) — солдат Збройних сил України, учасник російсько-української війни, що відзначився у ході російського вторгнення в Україну. Герой України (посмертно).

## Життєпис
Народився 14 грудня 1975 у Житомирі. Закінчивши ЗОШ №20, вступив до Житомирського автомобільно-дорожнього коледжу. Згодом працював на приватних підприємствах міста.
З початком російського вторгнення в Україну добровільно став на захист України у складі одного з підрозділів ТРО ЗСУ. Брав участь у боях за визволення Харківщини. За мужність і героїзм був нагороджений нагрудним знаком «Ветеран війни».
Загинув 5 травня 2024 року під час виконання бойового завдання.

## Нагороди
- Звання «Герой України» з удостоєнням ордена «Золота Зірка» (30 вересня 2024, посмертно) — за особисту мужність і героїзм, виявлені у захисті державного суверенітету та територіальної цілісності України, самовіддане служіння Українському народові[2].